# Seven Moons
Seven Moons is een muziekalbum van Jack Bruce van onder meer Cream en Robin Trower, in de jaren zeventig gitarist van Procol Harum.

## Musici
- Jack Bruce – zang, basgitaar
- Robin Trower – zang, gitaar
- Gary Husband – slagwerk.

## Composities
Alle titels van Bruce en Trower, behalve waar aangegeven:
1. Seven moons
2. Lives of clay
3. Distant places of the heart
4. She’s not the one
5. So far to yesterday
6. Just another day (Bruce, Trower en Watts)
7. Prefect place
8. The last door
9. Bad case of celebrity
10. Come to me
11. I’m home